# AbbVie
AbbVie Inc. este o companie farmaceutică americană cu sediul în North Chicago, Illinois. Este pe locul șase pe lista celor mai mari companii biomedicale după venituri. În 2023, locul companiei în Forbes Global 2000 era 74. Produsul principal al companiei este Humira (adalimumab) (14 miliarde de dolari în venituri în 2023, 27% din total), administrat prin injecție. Este aprobat pentru tratarea bolilor autoimune, inclusiv artrită reumatoidă, boala Crohn, psoriazisul în plăci și colita ulcerativă.
A dezvoltat Skyrizi (7,8 miliarde de dolari în 2023), un inhibitor al interleukinei-23 (IL-23) folosit și pentru a trata bolile autoimune. Celelalte produse majore ale sale includ Botox (5,7 miliarde USD în venituri în 2023), Imbruvica pentru tratarea cancerului (3,6 miliarde USD în venituri în 2023), Rinvoq pentru tratarea artritei (4 miliarde USD în venituri în 2023), Venclexta pentru tratarea leucemiei și limfomului (2,3 miliarde USD în venituri în 2023). ), Vraylar pentru a trata schizofrenia și tulburare bipolară (2,7 miliarde USD în venituri 2023) și Mavyret pentru tratarea hepatitei C (1,4 miliarde USD în venituri 2023). Compania este, de asemenea, dedicată dezvoltării de produse pentru alte tratamente ale cancerului, bolilor neurologice, îngrijirii ochilor și fibrozei chistice.
În 2023, Humira a început să se confrunte cu concurența unui biosimilar dezvoltat de Amgen. Compania dezvoltă, de asemenea, un medicament pentru boala Parkinson, care ar putea fi un medicament  blockbuster în 2027 și așteaptă aprobarea de la Food and Drug Administration pentru epcoritamab, o terapie împotriva cancerului de sânge în curs de dezvoltare în parteneriat cu Genmab.
Numele „AbbVie” este derivat dintr-o combinație de „Abbott”, numele fostei sale companii-mamă, cu „vie”, menit ca o referire la o rădăcină latină care înseamnă „viață”.